# Грансе-ле-Шато-Нёвель (кантон)
Грансе-ле-Шато-Нёвель (фр. Grancey-le-Château-Neuvelle) — кантон во Франции, находится в регионе Бургундия. Департамент кантона — Кот-д’Ор. Входит в состав округа Дижон. Население кантона на 2006 год составляло 1075 человек.
Код INSEE кантона — 2116. Всего в кантон Грансе-ле-Шато-Нёвель входят 10 коммун, из них главной коммуной является Грансе-ле-Шато-Нёвель.

## Коммуны кантона
- Аво — население 127 чел.
- Баржон — население 41 чел.
- Бюсрот-э-Монтенай — население 30 чел.
- Бюсьер — население 41 чел.
- Курлон — население 65 чел.
- Кюссе-ле-Форж — население 130 чел.
- Френьо-э-Веврот — население 70 чел.
- Грансе-ле-Шато-Нёвель — население 266 чел.
- Ле-Ме — население 46 чел.
- Салив — население 259 чел.